# Radiodiffusion nationale
Pour les articles homonymes, voir RN.
La Radiodiffusion française nationale, également appelée Radiodiffusion nationale (RN), est un établissement public français responsable du service public de l'audiovisuel, créé par décret le 29 juillet 1939 et remplacé par la Radiodiffusion française (RDF) le 23 mars 1945.

## Histoire
À l'approche de la guerre, conscient de la supériorité de la radiophonie allemande techniquement fort en avance et de son pouvoir de nuisance par la propagande qu'elle distille, le président du Conseil Édouard Daladier transforme radicalement l'organisation des stations de radiodiffusion françaises constituant le secteur public et privé afin d'avoir la mainmise sur l'ensemble. Le 29 juillet 1939, il crée par décret l'administration de la Radiodiffusion française nationale (RN), qui groupe tous les services de la radiodiffusion publique sous son autorité unique et non plus sous celle du ministre des Postes, télégraphes et téléphones (PTT), comme c'était le cas jusqu'alors. La censure est instituée le 25 août suivie d'une loi instaurant le monopole de l'État sur la radiodiffusion promulguée en 1940.
L'émetteur de la tour Eiffel est saboté le 6 juin 1940 pour que les Allemands ne puissent pas l'utiliser et le 10, le personnel de la radio publique est évacué à Bordeaux où les programmes reprennent. Le 17 juin, le maréchal Pétain annonce sur les ondes l'armistice avec l'Allemagne. En vertu de l'article 14 de la convention d'armistice, la Radiodiffusion nationale doit cesser provisoirement d'émettre sur le territoire le 25 juin 1940. Elle s'installe à Vichy durant l'été, et fonctionne à nouveau en zone libre à partir du 5 juillet. Le 1er octobre 1941, la Radiodiffusion nationale est placée sous l'autorité du vice-président du Conseil Pierre Laval ; les radios privées sont autorisées, mais soumises à surveillance.
Le 7 novembre 1942, la loi sur la radiodiffusion est réformée : les services sont centralisés, les émetteurs doivent être modernisés et le financement est plus souple afin de rendre l'outil propagandiste radiophonique plus efficace. Un conseil supérieur de la Radiodiffusion est mis en place avec comme dirigeant André Demaison, assisté de Hubert Devillez. La Société financière de radiodiffusion (Sofira) est créée afin de prendre des participations dans les postes privés pour la Radiodiffusion nationale. En 1943, les services de la Radiodiffusion nationale sont regroupés à Paris. La propagande s'intensifie en février 1942 lorsque Philippe Henriot commence sa chronique biquotidienne à la Radio Nationale. Il entre au gouvernement comme ministre de l'Information le 7 janvier 1944 et va permettre la radicalisation du discours radiodiffusé en marquant ses péroraisons d'antisémitisme, d'anticommunisme, d'anti-franc-maçonnisme et d'antigaullisme, tout en dénonçant les bombardements anglo-saxons qui causent la mort de civils français (au total, près de 60 000 personnes, au cours des années 1942, 1943 et 1944). Très écouté, il est assassiné  par un commando de la Résistance intérieure le 28 juin 1944.
Une ordonnance du gouvernement provisoire de la République française à Alger instaure par décret le 4 avril 1944 une nouvelle direction de la Radiodiffusion nationale et le 20 août 1944 les auditeurs parisiens peuvent entendre La Marseillaise suivie de l'annonce: « Ici Radiodiffusion de la nation française » dite par Pierre Crénesse. Radio-Paris, qui était le poste allemand de radio sur le territoire français, s'est tue la veille et vient d'être prise par les Parisiens en révolte. Le premier bulletin d'information de la radio libérée est lu le 22 août. Une commission d'épuration de la radiodiffusion est installée le 25 septembre et de nouvelles équipes sont mises en place sous la direction de Jean Guignebert, nommé le 25 octobre.
À la suite de la remise en état de l’émetteur THF ou en anglais VHF en 441 lignes noir et blanc de la tour Eiffel, les émissions de télévision reprennent le 1er octobre 1944 depuis les studios abandonnés en août par la chaîne franco-allemande Fernsehsender Paris dans lesquels s'est installée la Télévision Française.
Un émetteur onde courte est installé à Allouis à la fin 1944 afin de relayer la Radiodiffusion française en ondes courtes vers l'Europe et l'Afrique du Nord à partir du 1er janvier 1945.
Le 23 mars 1945, une ordonnance est promulguée qui met fin aux autorisations d'émettre des stations privées de radiodiffusion qui sont nationalisées le 29 mars, et crée un établissement public, la Radiodiffusion française (RDF), pour assurer ce monopole absolu sur la radio et la télévision.

## Organisation
À sa création, la Radiodiffusion nationale est placée sous l'autorité du président du Conseil et est rattachée au commissariat général à l'Information qui en contrôle l'information (commissaire général : Jean Giraudoux du 20 août 1939 au 21 mars 1940). Le 1er avril 1940, la RN est rattachée au ministère de l'Information qui vient d'être créé par décret, puis le 8 avril à la présidence du Conseil, puis le 17 juin au ministère de l'Intérieur, à nouveau à la présidence du Conseil le 19 juin sous l'autorité d'un haut-commissaire à la Propagande (Jean Prouvost du 19 au 23 juin), à la vice-présidence du Conseil le 18 juillet, à la présidence du Conseil le 13 décembre, au ministère des Affaires étrangères le 4 janvier 1941 et enfin à nouveau à la vice-présidence du Conseil le 10 février.
La loi-règlement du 7 novembre 1942 place la Radiodiffusion nationale sous l'autorité d'un Conseil supérieur de quatre membres et d'un administrateur général qui se substitue au directeur général. Le président du Conseil supérieur dirige désormais l'information et la propagande. L'administrateur général dirige les services artistiques, techniques et administratifs. L'ensemble des membres du Conseil et l'administrateur sont nommés par le chef du Gouvernement.
Le 2 octobre 1944, la radio est rattachée au commissariat de l'information.

### Direction
Directeurs généraux
- Léon Brillouin (20 août 1939 - 5 juillet 1940)[2]
- Fonction supprimée du 4 janvier au 14 août 1941. Le secrétaire général à l'Information dirige directement la Radiodiffusion nationale :
  - Georges Portmann (4 janvier 1941 - 16 février 1941) ;
  - Henri Moysset (16 février 1941 - 11 août 1941) ;
  - Paul Marion (11 août 1941 - 14 août 1941).
- Commandant Duvivier (14 août 1941 - 27 avril 1942)
- André Demaison (27 avril 1942 - 24 octobre 1942)
- Hubert Devillez (24 octobre 1942 - 7 février 1944) - en tant qu'administrateur général
- Jean Guignebert (25 octobre 1944 - 23 mars 1945)

Présidents du Conseil supérieur de la Radiodiffusion nationale
- André Demaison (30 avril 1942 - 5 février 1944)
- Philippe Henriot (5 février 1944 - 28 juin 1944)

Directeurs de l'information
- Jean-Louis Tixier-Vignancour (juillet 1940 - 13 décembre 1940)
- Jean Masson (13 décembre 1940)

### Mission
La Radiodiffusion nationale est chargée de réaliser des programmes radiophoniques et de les diffuser au public en essayant de constituer un réseau homogène avec des émissions communes à toutes les stations.

### Budget et ressources
La Radiodiffusion nationale est dotée d'un budget autonome qui dépend entièrement du gouvernement.

## Antennes de diffusion

### Radiodiffusion

#### Avant la Seconde Guerre mondiale
La Radiodiffusion nationale compte 14 radios (dont trois principales à Paris). Elle diffuse aux cinq millions de postes de radio enregistrés en 1939 (soit 19 millions d'auditeurs sur 40 millions de Français) un éventail de programmes variés, en offrant un total d'environ 36 heures d'émissions par jour dans la capitale.

##### Stations nationales d’État
| Logo | Chaîne                     | Directeur                                    | Date de création | Date de disparition | Diffusion                                                                                             |
| ---- | -------------------------- | -------------------------------------------- | ---------------- | ------------------- | --- |
|      | Radio Tour Eiffel          | Gustave Ferrié Maurice Privat                | 6 février 1922   | 6 juin 1940         | Chaîne généraliste nationale diffusée sur grandes ondes puis sur ondes moyennes 206 m de 1935 à 1940. |
|      | Radio PTT                  | Alfred Denery                                | 20 janvier 1923  | 17 juin 1940        | Chaîne généraliste nationale diffusée sur ondes moyennes 431,7 m.                                     |
|      | Poste national Radio-Paris | Marcel Pellenc Pierre Fénélon Léon Brillouin | 29 mars 1924     | 17 juin 1940        | Chaîne généraliste nationale diffusée sur grandes ondes 1 648 m.                                      |

##### Stations régionales d’État
Les stations régionales font preuve d'une grande autonomie et malgré leurs faibles moyens, elles sont un excellent outil de promotion de l'activité culturelle des grandes villes de province.
- Poste Alpes Grenoble : 514,6 m
- Radio Bordeaux-Lafayette : 278,6 m
- Radio Limoges PTT : 335,2 m
- Radio-Lyon La Doua : 463 m
- Radio Marseille-Provence : 400,5 m
- Radio Montpellier-Languedoc : 224,5 m
- Radio Nice Côte d'Azur : 253,2 m
- Radio PTT Nord : 247,3 m
- Radio Rennes-Bretagne : 288,6 m
- Radio Strasbourg PTT : 349,2 m
- Radio Toulouse-Pyrénées : 386,6 m

##### Station internationale d’État
| Logo | Chaîne                                                                                   | Directeur                    | Date de création | Date de disparition | Diffusion                                                                              |
| ---- | ---------------------------------------------------------------------------------------- | ---------------------------- | ---------------- | ------------------- | -------------------------------------------------------------------------------------- |
|      | - Le Poste colonial (1931-1938) - Paris ondes courtes (1938) - Paris-Mondial (1938-1940) | Alexandre Conty Jean Fraisse | 30 avril 1931    | 17 juin 1940        | Chaîne généraliste internationale diffusée sur ondes courtes 19,6 m, 25,2 m et 25,6 m. |

#### Pendant l'Occupation allemande
En zone libre
| Logo | Chaîne                        | Directeur      | Date de création | Date de disparition | Diffusion |
| ---- | ----------------------------- | -------------- | ---------------- | ------------------- | --- |
|      | Radio nationale (Radio-Vichy) |                | 6 juillet 1940   | 26 août 1944        | Chaîne généraliste à caractère national de la Radiodiffusion française créée par le gouvernement français de Vichy et diffusée à Paris sur ondes moyennes sur 386,6 m et sur 12 émetteurs en province. Elle émet depuis le Casino de Vichy et mélange propagande maréchaliste et divertissement. En 1943, tous les services de radio sont regroupés à Paris et seule subsiste Radio-Paris. |
|      | La Voix de la France          | André Demaison | 20 juillet 1941  | 26 août 1944        | Chaîne généraliste internationale diffusant en ondes courtes sur 19,68 m et 25,33 m vers les colonies depuis l'émetteur d'Allouis détruit par les Allemands le 17 août 1944. Elle disparaît pour se fondre dans la Radiodiffusion de la nation française. |
|      | La France fidèle              |                | 9 novembre 1942  | 26 août 1944        | Chaîne vichyste diffusée en français et arabe à destination des musulmans des colonies d'Afrique du Nord en ondes courtes sur 31, 41 et 49 m pour contrer Radio Alger. |

En zone occupée
- Radio Paris : radio de la Propaganda Abteilung Frankreich qui n'a aucun lien avec la Radiodiffusion nationale.
- Radio Rennes Bretagne : radio culturelle identitaire bretonne qui émet en breton et en français du 1er novembre 1940 au 1er août 1944 avec le soutien de l'occupant allemand.

#### Après guerre
| Logo | Chaîne                                      | Directeur       | Date de création | Diffusion |
| ---- | ------------------------------------------- | --------------- | ---------------- | --- |
|      | Radiodiffusion de la nation française (RNF) | Jean Guignebert | 20 août 1944     | Chaîne généraliste nationale diffusée sur ondes moyennes 431,7 m (+ émetteurs OM régionaux). Se fond avec Paris-National en septembre 1944 pour former le Programme national. |
|      | - Paris-National puis Programme national    |                 | 22 août 1944     | Chaîne généraliste nationale lancée par un groupe de FFI depuis les studios de Radio Paris et diffusée sur ondes moyennes.                                                    |
|      | Programme parisien                          |                 | 14 janvier 1945  | Chaîne généraliste diffusée à Paris sur ondes moyennes 386,8 m. |

### Télévision

#### Avant la Seconde Guerre mondiale
La télévision encore balbutiante n'occupe qu'une place très subalterne à la Radiodiffusion nationale. À la suite du décret du président du Conseil Édouard Daladier du 29 juillet 1939, la radiodiffusion, et donc la télévision naissante, deviennent monopole d'État et passent sous le giron de la Radiodiffusion nationale nouvellement créée à cet effet. L'exploitation de la télévision est alors assurée par seulement vingt-cinq personnes réparties entre les studios du 103 rue de Grenelle et l'émetteur de 30 kW installé dans les sous-sols de la tour Eiffel (antenne au sommet) qui est alors le plus puissant du monde. On ne compte à cette époque que 200 à 300 récepteurs individuels de télévision, que l'on regarde aussi dans quelques rares lieux publics. La télévision diffuse dix heures de programmes par semaine du mercredi au dimanche avec des directs d'une heure depuis le studio de 16 h à 17 h ou de 21 h à 22 h suivis ou précédés selon les jours de l'émission Télécinéma comprenant les actualités, des documentaires, une comédie de court-métrage et un grand film.
Avec l'entrée en guerre de la France la même année, les émissions cessent le 3 septembre 1939 et l'émetteur de la tour Eiffel est saboté le 6 juin 1940 par les techniciens de la Radiodiffusion nationale pour que les Allemands ne puissent pas l'utiliser.
| Logo | Chaîne                              | Directeur      | Date de création | Date de disparition | Diffusion |
| ---- | ----------------------------------- | -------------- | ---------------- | ------------------- | --- |
|      | Radiodiffusion nationale Télévision | Léon Brillouin | 14 juillet 1937  | 6 juin 1940         | Chaîne généraliste succédant à Radio-PTT Vision et diffusée uniquement en région parisienne sur la bande VHF 445 lignes noir et blanc depuis l'émetteur de 30 kW de la tour Eiffel qui est saboté le 6 juin 1940. |

#### Pendant l'Occupation allemande
| Logo | Chaîne                                 | Directeur           | Date de création  | Date de disparition | Diffusion |
| ---- | -------------------------------------- | ------------------- | ----------------- | ------------------- | --- |
|      | Fernsehsender Paris (Paris-Télévision) | Dr. Alfred Böfinger | 29 septembre 1942 | 12 août 1944        | Chaîne de télévision créée sur ordre de l'Oberkommando der Wehrmacht à Paris et diffusée en 441 lignes de 1943 à 1944 depuis un émetteur Telefunken installé sur la tour Eiffel. Elle est indépendante de la Radiodiffusion nationale, seuls ses locaux du 13-15 rue Cognacq-Jay sont la propriété de l'établissement public. |

#### Après guerre
| Logo | Chaîne               | Directeur | Date de création | Date de disparition | Diffusion |
| ---- | -------------------- | --------- | ---------------- | ------------------- | --- |
|      | Télévision française | André Ory | 1er octobre 1944 | 22 mars 1945        | Chaîne généraliste nationale diffusée uniquement en réseau interne depuis les studios du 13-15 rue Cognacq-Jay, car les Américains interdisent l'utilisation de l'émetteur de la tour Eiffel pour des raisons de brouillage. |